# Echium sventenii
Echium sventenii là loài thực vật có hoa trong họ Mồ hôi. Loài này được Bramwell mô tả khoa học đầu tiên năm 1972.